# Жан-П'єр Крістін
Жан-П'єр Крістен (фр. Jean-Pierre Christin; 31 травня 1683, Ліон — 19 січня 1755, Ліон) — французький фізик, математик, астроном і музикант. Його пропозиція в 1743 році змінити шкалу термометра Цельсія (від кипіння води при 0 градусів та танення льоду при 100 градусах, де нуль позначає точку замерзання води, а 100 — точку кипіння води) було широко прийнято і використовується досі.
Крістін народився в Ліоні. Він був одним із засновників Ліонської академії наук, літератури та мистецтв і обіймав посаду її постійного секретаря з 1713 по 1755 рік. Його термометр був відомий у Франції до революції як термометр Ліон. Один із цих термометрів зберігається в Музеї науки в Лондоні.

## Наукова діяльність

### Термометр Ліона

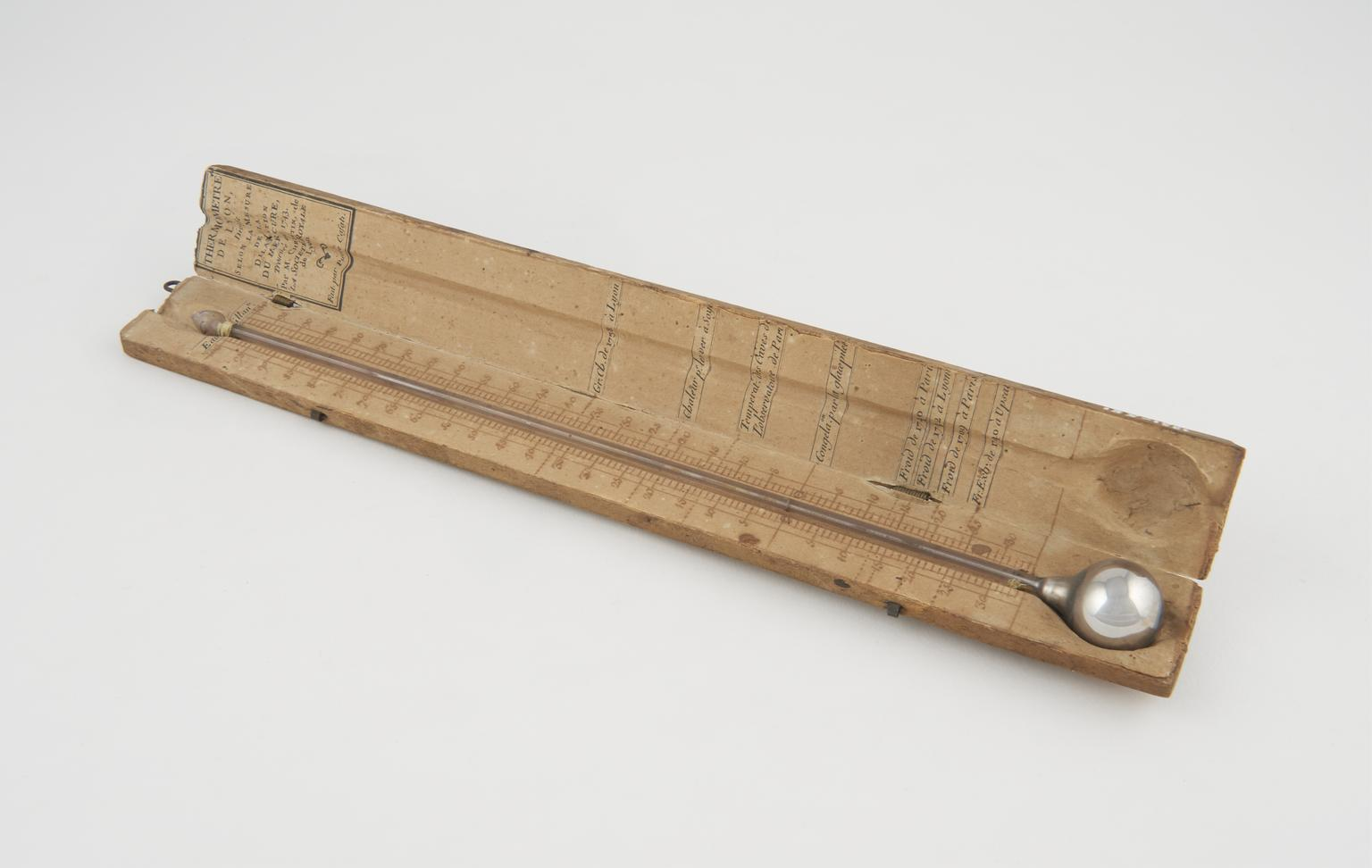
Термометр Ліона в Музеї науки в Лондоні

Перші термометри, що використовувалися в Ліоні, були виготовлені за показаннями Рене Антуана Фершо де Реомюра, який в 1730 створив спиртовий термометр і завдав градуювання, розділену на 80 частин між температурою плавлення води -0º- і температурою кипіння -80º-.
Після експериментів Крістін вважав, що ртутний термометр краще спиртового, і висловився за його прилад на конференції 13 червня 1740 року. Ідею центичного поділу він помітив, коли в ході своїх досліджень помітив, що налита в пробірку кількість ртуті, спочатку згущена холодом колотого льоду, а потім розширена теплом окропу, перемістила свій об'єм з 66 на 67 частин пробірки та представила їх як 6600 та 6700 частин. Реєструючи ртуть, розширену на сто частин, він вважав за природне розділити пройдений простір на сто сотих, вважаючи, що ці нові одиниці, менші, ніж у Реомюра, більш відповідатимуть відчуттям, викликаним коливаннями температури.
Виходячи з цього, в 1743 він створив «Ліонський термометр» на основі ртуті й новий термометр з градусами за Цельсієм: 0 градусів позначає температуру, при якій вода досягає точки плавлення, а 100 градусів — температуру кипіння.

### Есеї
- Mémoire sur l'observation d'une éclipse de lune du 18 décembre, et sur quelques particularités relatives à ce phénomène (1732).
- Instrument propre aux opérations de géométrie pratique et d'astronomie (1736).
- Recherches sur les véritables dimensions du pied de roi et du pied de ville (1736).
- Lettre sur l'usage de la jauge de Lyon (1736).
- Parallèle des diverses méthodes de calcul pour mesurer le cercle (1736).
- Démonstration de divers problèmes de géométrie (1737).
- Méthode pour tracer une méridienne par les hauteurs du soleil (1740).
- Observations sur les baromètres de différents genres (1740).
- Fixation de la latitude ou élévation du pôle de Lyon (1745).
- Remarque sur la chaleur naturelle du corps humain, observée par le moyen du thermomètre de Lyon (1747).
- Sur la chaleur directe du soleil, observée par le même instrument (1747).
- Sur la chaleur des eaux minérales de Baréges (1748).
- Expériences sur l'incubation artificielle des œufs de poule, par le moyen de certains degrés de chaleur (1750).
- Expériences sur les aimants naturels et artificiels de diverses grandeurs (1750).
- Sur l'hygromètre (1750).